# Regina (Nuovo Messico)
Regina è un census-designated place (CDP) degli Stati Uniti d'America della contea di Sandoval nello Stato del Nuovo Messico. La popolazione era di 105 abitanti al censimento del 2010. Fa parte dell'area metropolitana di Albuquerque. Deve il suo nome all'omonima città nel Saskatchewan, in Canada.

## Geografia fisica
Regina è situata a 36°11′39″N 106°56′34″W (36.194135, -106.942876).
Secondo lo United States Census Bureau, il CDP ha una superficie totale di 18,93 km², dei quali 18,82 km² di territorio e 0,11 km² di acque interne (0,57% del totale).

## Società

### Evoluzione demografica
Secondo il censimento del 2010, la popolazione era di 105 abitanti.

### Etnie e minoranze straniere
Secondo il censimento del 2010, la composizione etnica del CDP era formata dall'85,71% di bianchi, lo 0% di afroamericani, il 2,86% di nativi americani, lo 0% di asiatici, lo 0% di oceanici, il 7,62% di altre razze, e il 3,81% di due o più etnie. Ispanici o latinos di qualunque razza erano il 24,76% della popolazione.